# Konfuzius

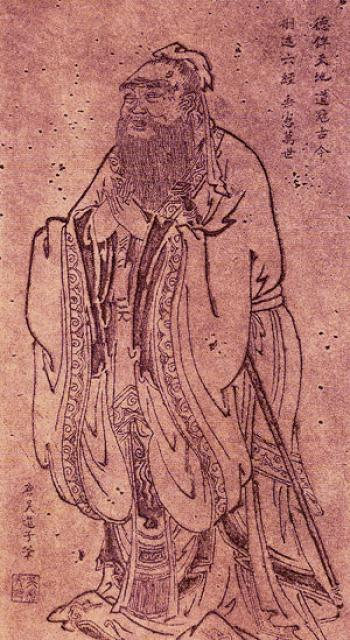
Konfuzius, traditionelle Darstellung aus der Tang-Zeit

Konfuzius, latinisiert aus Kong Fuzi (chinesisch 孔夫子, Pinyin Kǒng Fūzǐ, W.-G. K'ung-fu-tzu – „Lehrmeister Kǒng“) war ein chinesischer Philosoph zur Zeit der Östlichen Zhou-Dynastie. Er lebte vermutlich von 551 v. Chr. bis 479 v. Chr. und wurde unter dem Namen Kong Qiu (孔丘,  Kǒng Qiū,  K’ung Ch’iu) in der Stadt Qufu im chinesischen Staat Lu (der heutigen Provinz Shandong) geboren, wo er auch starb.
Das zentrale Thema seiner Lehren war die menschliche Ordnung, die seiner Meinung nach durch Achtung vor anderen Menschen und Ahnenverehrung erreichbar sei. Als Ideal galt Konfuzius der „Edle“ (jūnzĭ, 君子), ein moralisch guter Mensch. Edel kann der Mensch dann sein, wenn er sich in Harmonie mit dem Weltganzen befindet: „Den Angelpunkt zu finden, der unser sittliches Wesen mit der allumfassenden Ordnung, der zentralen Harmonie vereint“, sah Konfuzius als das höchste menschliche Ziel an. „Harmonie und Mitte, Gleichmut und Ausgeglichenheit“ galten ihm als erstrebenswert. Den Weg hierzu sah Konfuzius vor allem in der Bildung.

## Namensgeschichte
Kǒng 孔, mit der Wortbedeutung „Loch“, ist sein Familienname, der im Chinesischen dem Vornamen (in seinem Fall Qiu 丘) vorangestellt wird. Fūzǐ 夫子 bedeutet Lehrmeister. Im Unterschied zu den zahlreichen chinesischen Wortbildungen, bei denen, ähnlich wie im deutschen Wort Kirchturm ein Genitiv-Attribut dem dadurch bestimmten Wortbestandteil vorangestellt wird (was auch die Voranstellung der Familiennamen erklärt), deuten hier die Wortbestandteile eine Interaktion durch die beteiligten Personen an: 夫 fū bedeutet „erwachsener Mann“ (oft „Ehegatte“) und 子 zǐ bedeutet „Kind“. Wegen der Rolle des Lateinischen als universeller Bildungssprache bis weit in die Neuzeit wurde Kǒng Fūzǐ zu Confucius latinisiert. Eine andere häufige Transkription nach Stange ist Kung Fu Tse. Sein eigentlicher Name ist Kǒng Qiū – „der (Genitiv Plural) Kǒng Qiū“, also Qiū aus der Familie Kǒng, und er selbst nennt sich im Lùnyǔ meist „Qiū“, mit seinem Vornamen.
Im Chinesischen wird der Name zumeist zu 孔子 verkürzt, indem im Wort 夫子 Fūzǐ der Wortbestandteil 夫 fū durch den Eigennamen 孔 Kǒng ersetzt wird, wörtlich „Kǒng (und) Kind“. Analog ist der Name Lǎozǐ 老子 (Laotse) gebildet, wortwörtlich „(der) Alte (und das) Kind“. Auch die Kurzform wurde von europäischen Autoren übernommen, so von Richard Wilhelm als Kung-tse und von Josef Max 1853, zitiert 2002 von Adolf Wuttke in der Vissière-Transkription Kong-tseu.
Die Familie Kǒng besteht weiterhin in gerader Linie und dürfte damit eine der ältesten nachgewiesenen Familien der Welt sein. Wegen des Alters des Familienstammbaums gibt es heute Tausende Familien, die ihr Geschlecht direkt auf Kǒng zurückführen können. Am tempelartigen Anwesen von Kǒng Fūzǐ hat die Familie einen eigenen Friedhof, auf dem noch heute Angehörige beerdigt werden, die nachweislich der Familie Kǒng angehören.
Ein Nachfahre der 75. Generation lebt heute in Taiwan. Auch eine Familie Kǒng in Qufu führt ihren Stammbaum auf Konfuzius zurück.

## Leben
Über Leben und Taten des Konfuzius gibt es eine ausführliche Überlieferung. Die Glaubwürdigkeit der Überlieferung ist im Einzelnen umstritten. Die folgende Darstellung orientiert sich an dieser Überlieferung (Shiji) und Autoren der Gegenwart.

### Traditionelle Biographie

Konfuziusgrab am Ende des 19. Jahrhunderts

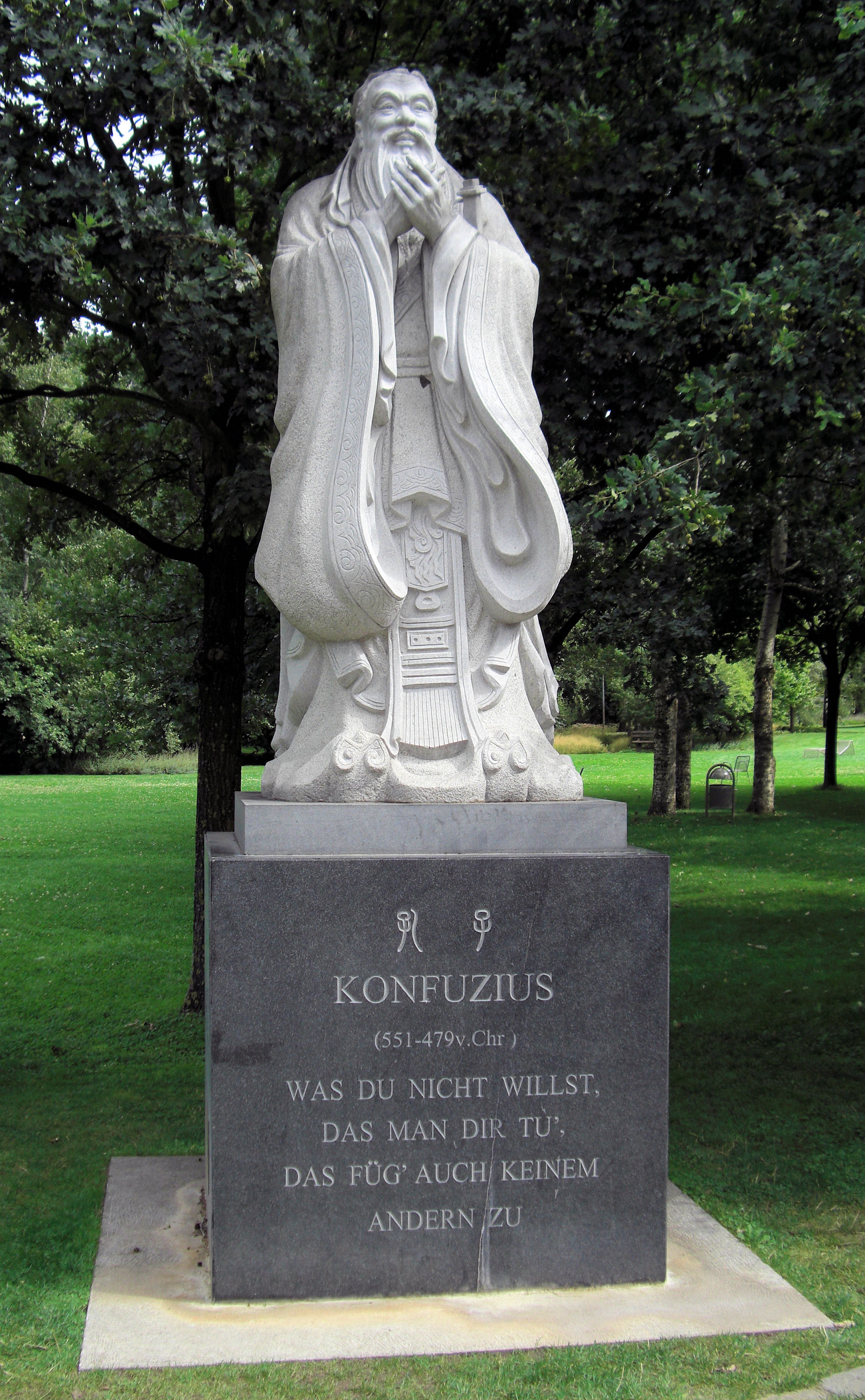
Standbild des Konfuzius in Berlin-Marzahn (2008)

Über das Leben und Wirken des Konfuzius berichtet ein ausführliches Kapitel in den historischen Annalen (Shiji) von Sima Qian, der Jahrhunderte später während der Han-Dynastie lebte und schrieb. Hier heißt es: Die Vorfahren des Konfuzius waren die Könige von Shang, denen der König von Zhou nach dem Sturz der Shang-Dynastie das Lehen von Song gegeben hatte. Die Familie verarmte jedoch später. Bereits in früher Kindheit verlor Konfuzius seinen Vater und wurde als Halbwaise von seiner Mutter allein aufgezogen.
Mit 19 Jahren heiratete Konfuzius und trat in den Dienst des Staats Lu ein. Mit 50 Jahren soll es ihm gelungen sein, einen Ministerposten zu erlangen. Diesen Posten soll er jedoch bereits ein paar Jahre später wieder enttäuscht quittiert haben. Anschließend zog er mit seinen Schülern als Wanderlehrer von einem Lehensstaat zum anderen und wirkte als Berater an verschiedenen Fürstenhöfen. Drei Jahre vor seinem Tod kehrte er in seinen Heimatstaat Lu zurück. Erfolg war ihm zu Lebzeiten nicht beschieden. Erst seine Schüler bauten seine Lehre aus und gewannen Einfluss.
Zwei Jahre nach seiner Geburt, 551 v. Chr. in Lu (dem heutigen Shandong), starb sein Vater, und der junge Konfuzius erhielt 539–533 v. Chr. Privatunterricht bei seinem Großvater. In den Jahren 532–502 v. Chr. war er als Scheunenaufseher sowie in anderen niederen Beschäftigungsverhältnissen tätig.
Seine Mutter starb 529 v. Chr. Nach einem angeblichen Treffen mit Laozi in Luoyang 518 v. Chr. musste er zwei Jahre später die Flucht vor internen Machtkämpfen ergreifen und Exil im Nachbarstaat Qi suchen. Nach seiner Rückkehr nach Lu begann etwa 500 v. Chr. der politische Aufstieg des Konfuzius. Er wurde zunächst Bauminister und dann Justizminister von Lu und schließlich 498 v. Chr. stellvertretender Kanzler.
497 v. Chr. nahm Herzog Ding von Lu 80 Singmädchen als Geschenk des Nachbarstaats Qi entgegen, woraufhin Konfuzius abermals ins Exil ging. Auch höfische Intrigen bewogen ihn, das Land zu verlassen und sich auf eine 13-jährige Wanderschaft durch verschiedene Staaten zu begeben. Er besuchte nacheinander
- 495 v. Chr. Staat Wei
- 494 v. Chr. Staat Chen
- 492 v. Chr. Wei, dann Jin
- 490 v. Chr. Staat Cai
- 489 v. Chr. Auseinandersetzungen zwischen Chen und Cai ließen Konfuzius fast verhungern
- 488 v. Chr. Staat Wei

Erst 484 v. Chr. erfolgte die Rückberufung nach Lu. Dort erlebte er 482 v. Chr. den Tod seines Sohnes Bo Yu und 481 v. Chr. den Tod von Yan Hui und die Ermordung des Herzogs von Qi. Dies wird auch als der Beginn der „Zeit der Streitenden Reiche“ bezeichnet. 480 v. Chr. starb sein Schüler Zilu auf dem Schlachtfeld, und ein Jahr später starb auch Konfuzius selbst.

## Lehre
Von Konfuzius selbst sind keine Schriften überliefert. Seine Lehren wurden erst ca. 100 Jahre später von seinen Anhängern niedergeschrieben. Am meisten über seine Gedankenwelt erfahren wir aus den Gesprächen (Lúnyǔ, 論語), heute als Analekten des Konfuzius bekannt, in denen viele seiner Aussprüche überliefert sind.
Konfuzius war ein ju und der Gründer der Ju-Schule, die im Westen ab dem 17. Jahrhundert als Konfuzianische Schule bekannt wurde. Der in seiner Zeit als bedeutend eingeschätzte Philologe Liu Xin († 23. n. Chr.) schrieb in den Zusammenfassungen seiner textvergleichenden Forschungen in der kaiserlichen Bibliothek mit Blick auf diese Schule, dass sie „mit dem Studium der Liu Yi erfreute und vor allem Angelegenheiten wie Menschlichkeit und Rechtschaffenheit betonte“. Der Terminus Liu Yi bedeutet die ‚sechs Künste‘, z. B. die sechs freien Künste, doch wird er im Allgemeinen mit die „Sechs Klassiker“ übersetzt.
Die Lehre des Konfuzius prägte die Philosophie, Staats- und Soziallehre Chinas und beeinflusste über Jahrhunderte Politik und Moral des Landes. Sie wirkte auch auf die Politik und das Denken in Japan und Korea. Dort blieb sie als fremde, aber positive Anregung im Gedächtnis und wurde den Gegebenheiten angepasst. Gemeinsame Elemente dieser konfuzianisch geprägten Kulturen waren die Betonung der Sozialbeziehungen und sozialen Hierarchien, die Priorität der Innenpolitik vor der Außenpolitik und die Überzeugung, dass Menschen grundsätzlich erziehbar sind. Verworfen wurden Ideen, die einen sozialen und politischen Egalitarismus zuungunsten der hierarchischen Ordnung einrichten wollten. Für die Staatslehre ergab sich aus den Lehren des Konfuzius einerseits die Berechtigung der kaiserlichen Herrschaft, andererseits eröffnete sie den konfuzianistisch ausgebildeten Beamten des Hofes die Möglichkeit, die Macht des Herrschers und der Militärs einzuschränken. So diente sie dem am Gemeinwohl orientierten Interessenausgleich, oder, wie Konfuzianisten es formulierten, dem „Prinzip der Anwendung eines angemessenen Ausgleichs“. Das konfuzianische Denken rückte die Beamten statt der Priester in die Schlüsselpositionen des Gemeinwesens.

Mit den Worten des Konfuzius: 

„Wer einen Staat von 1000 Kriegswagen regiert, der muss bei allem, was er tut, korrekt und gewissenhaft sein. Er muss maßhalten können und die Menschen lieben. Seine Forderungen an das Volk dürfen nicht willkürlich sein.“

Die Erfahrung, dass jeder sich selber erziehen kann, ist der Anlass für die allgemeine Auffassung, dass jeder Mensch erziehbar sei, wie es in folgender konfuzianischer Spruchweisheit heißt:

„Wenn du einen Würdigen siehst, dann trachte ihm nachzueifern. Wenn du einen Unwürdigen siehst, dann prüfe dich in deinem Innern!“

### Der Edle
Das einflussreichste Werk der ostasiatischen Geistesgeschichte ist das Lúnyǔ. Es enthält die vier konfuzianischen Grundtugenden:
- 仁,  rén (die Fähigkeit, mit Menschen umzugehen, soziale Kompetenz; unter dem Einfluss christlicher Missionare auch irreführend als »Menschlichkeit« oder »Nächstenliebe« übersetzt)[11]
- 義,  yì (Rechtschaffenheit, Gerechtigkeit)
- 孝,  xiào (kindliche Hingabe gegenüber den Eltern; häufig etwas irreführend als »kindliche Pietät« übersetzt)[12]
- 禮,  lǐ (Regeln des sittlichen Anstandes oder der Höflichkeit;[13] Einhalten der Riten, Etikette)

Das menschliche Ideal ist für Konfuzius der Edle, der danach strebt, diese vier Tugenden zu verwirklichen. Dabei stellen diese für Konfuzius lediglich ein Ideal dar. Dies tritt in den Lúnyǔ ebenfalls hervor, wenn es über den Meister selbst heißt: „Ist das nicht jener Mann, der weiß, dass seine Ideen nicht zu verwirklichen sind, aber dennoch nicht davon ablässt?“ Auch Konfuzius selbst beansprucht nicht, dieses Ideal zu erfüllen (XIV,28):

»Zum Weg des Edlen gehört dreierlei, aber ich bewältige es nicht: Richtiges Verhalten zu anderen Menschen – es befreit von Sorgen. Weisheit – sie bewahrt vor Zweifeln. Entschlossenheit – sie überwindet die Furcht.« Zi-gong bemerkte: »So beurteilt der Meister sich selbst.«

Derjenige, vor dem Konfuzius die größte Hochachtung hatte und der als Beispiel des wahrhaft Edlen galt, war Wu Tai Bo (吳太伯). Im 8. Kapitel (Lúnyǔ·Tàibó – 論言·泰伯) steht bereits zu Beginn des Kapitels über Wu Tai Bo geschrieben:
„Tai Bo ist ein wahrhaft edler Mensch. Er hat einen sehr hohen moralischen Charakter. Drei Male hatte er dem eignen Königsthron entsagt. Für das gemeine Volk lassen sich keine richtigen Worte finden, ihn zu loben.“

### Der Weg ist das Ziel
Der Edle bemüht sich, diesem Ideal so nahe wie möglich zu kommen, aber er weiß um die Unerreichbarkeit. Redliches Bemühen ist also das faktische Tun, während das Ideal die Wunschvorstellung für das eigene Handeln ist. Danach zu streben, ist eine Bedingung, edel zu werden (VII,8):

„Wer nicht danach strebt, dem eröffne ich nicht die Wahrheit. Wer nicht selbst nach den rechten Worten sucht, den unterweise ich nicht. Nehmen wir an, ich zeige jemandem eine Ecke, und er vermag es nicht, dadurch auf die anderen drei Ecken zu schließen, dann wiederhole ich nicht.“

### Menschlichkeit
Dieses Streben braucht einen Maßstab, um die eigene Lebensführung eigenverantwortlich gestalten zu können. Den hat jeder in sich, meint Konfuzius und kann ihn daher jederzeit benutzen. Dieser Maßstab ist die eigene Menschlichkeit (rén, 仁), die als Vorbild dafür dient, Menschlichkeit zu praktizieren. Letzteres hält Konfuzius für leicht, wenn er sagt: „Ist ren wirklich weit weg? Ich sehne mich nach rén und es ist in Ordnung! rén ist zur Hand.“ (Analekten VII, 29) Man braucht also keine speziellen Anlagen, ein Edler zu werden, das kann jeder durch eine entsprechende Unterweisung erreichen (XVII,2): „Von Natur aus sind die Menschen einander ähnlich. Durch die Erziehung (die Unterweisung) entfernen sie sich voneinander.“

### Bildung
Die Tatsache, dass die Menschen unterschiedlich sind, heißt nicht, dass sie dies ihrer Veranlagung nach sind. Wer diesen Irrtum zum Anlass nimmt, Menschen den Zugang zu Bildung zu verwehren, weil jene ihrer Veranlagung nach ungeeignet seien, der verkennt die Ursache (Erziehung) der Unterschiede zwischen Menschen. Deshalb fordert Konfuzius (XV,39):

„Bildung soll allen zugänglich sein. Man darf keine Standesunterschiede machen.“

Dem Lernen wird bei Konfuzius eine hohe Priorität eingeräumt. Es ist das bevorzugte Mittel, den Edlen zu formen, zu bilden – der Edle ist also wortwörtlich gebildet. Der erste Satz des Lùnyǔ lautet: „Lernen und das Gelernte zur rechten Zeit anwenden, ist das nicht auch eine Freude?“ Das Lernen ist für Konfuzius das, was den Menschen erst zum Menschen macht; als kulturelles Wesen ist er dadurch bestimmt, dass er Wissen durch Traditionsbildung weitergibt. Wesentlich ist dabei, dass Bildung untrennbar mit der moralischen Forderung nach Selbstkultivierung verbunden ist (XIV,24): „Konfuzius sprach: »Im Altertum lernte man, um sich selbst zu vervollkommnen; heute dagegen lernt man, um anderen gegenüber etwas zu gelten.«“ Konfuzius lehnte es ab, Bildung als bloßes Mittel für egoistische und niederträchtige Zwecke einzusetzen. Zu lernen und sich zu bilden ist dabei für Konfuzius eine Aufgabe, die jedem zukommt (XI, 25):

„[Der Schüler] Zi-gao wurde durch Zi-lu [einen anderen Schüler] zum Präfekten von Bi ernannt. Konfuzius meinte dazu: »Damit verdirbst du fremder Leute Sohn.« Zi-lu rechtfertigte sich: »Er hat dort Land und Leute zu regieren. Warum muss man unbedingt Bücher lesen, um etwas zu lernen?« Doch der Meister erwiderte: »Wegen solcher Art Ausreden erregen zungenfertige Leute deines Schlags meinen Widerwillen.«“

Allerdings gibt es für Konfuzius einen Unterschied zwischen „totem Wissen“ und wahrer Bildung (XIII,5):

„Konfuzius sprach: »Nehmen wir an, jemand kann alle dreihundert Stücke des ‚Buchs der Lieder‘ auswendig hersagen. Wird ihm aber eine verantwortungsvolle Aufgabe übertragen, dann versagt er. … Ein solcher Mensch hat zwar viel gelernt, aber welchen Nutzen hat es?«“

### Philosophie des So-ist-es
Das erste Lehrstück im Lùnyǔ lautet:
| Original                  | Pinyin                                  | Übersetzung                                                                                                   |
| ------------------------- | --------------------------------------- | --- |
| 學而時習之, 不亦說乎?     | xué ér shí xí zhī, bù yì yuè hū?        | „Lernen und das Gelernte zur rechten Zeit anwenden, ist das nicht auch eine Freude?“                          |
| 有朋自遠方來, 不亦樂乎?   | yǒu péng zì yuǎn fāng lái, bù yì lè hū? | „Wenn ein Freund von weit her kommt, ist das nicht auch ein Vergnügen?“                                       |
| 人不知而不慍, 不亦君子乎? | rén bù zhī ér bú yùn, bù yì jūnzǐ hū?   | „Von den Menschen verkannt zu werden, aber sich nicht zu grämen, ist das nicht auch die Haltung eines Edlen?“ |

Konfuzius lehrte eine Philosophie des So-ist-es: „Wenn ein Freund von weit her kommt, ist das nicht auch ein Vergnügen?“ Das einflussreichste Werk in der ostasiatischen Geistesgeschichte beginnt mit einer einfachen Feststellung, nicht mit Spekulationen über erste Ursachen der Welt oder höchste Prinzipien, wie etwa in der griechischen Philosophie. Auch plagen Konfuzius keine Descartes’schen Zweifel, ob es die Außen-Welt wirklich gibt. Die Welt ist da und in ihr muss gelebt werden. Es geht Konfuzius nun darum, sie in ihrem So-Sein zu bestimmen, ohne dieses auf andere Prinzipien zurückzuführen. Es herrscht also eine pragmatische Haltung gegenüber der Welt vor.

### Ordnung als Bedingung für Freiheit
Zentraler Gegenstand der Lehre des Konfuzius ist die (Gesellschafts-)Ordnung, also das Verhältnis zwischen Kind und Eltern, Vorgesetzten und Untergebenen, die Ahnenverehrung, Riten und Sitten. Konfuzius lehrte, dass erst durch die Ordnung sich überhaupt Freiheit für den Menschen eröffnet. So wie die Regeln eines Spiels Bedingung dafür sind, dass die Freiheit des Spielens entsteht, bringt die wohlgeordnete Gesellschaft erst die Strukturen für ein freies Leben des Menschen hervor. Wie jeder Spieler aus Freiheit die Regeln akzeptiert, so akzeptiert auch der Edle Sittlichkeit und Pflichten. Ordnung unterdrückt also nicht die Freiheit, sondern eröffnet erst einen Handlungsraum, in dem menschliche Tätigkeiten einen Sinn bekommen. Ungeregelte, chaotische Zustände hingegen erzeugen ein Klima der Unfreiheit, des Zwangs und der Bedrängnis.
Während Konfuzius’ lebendige Lehre noch eine Biegsamkeit gegenüber den gesellschaftlichen Regeln umfasste, um diese vor dem Erstarren zu bewahren, wurden in Teilen des Konfuzianismus die Regeln zum Selbstzweck und begannen, tatsächlich mehr einschränkend als befreiend zu wirken. Diese potentielle Gefahr rigoristischer Ausartung muss Konfuzius bewusst gewesen sein, wenn er beispielsweise über die Geisterverehrung spricht (VI,22):

„[Der Schüler] Fan Chi fragte, was Weisheit sei. Konfuzius antwortete: »Zu den Pflichten stehen, die man gegenüber dem Volke hat, die Geister verehren, aber nicht darin aufgehen – das kann man Weisheit nennen.«“

Konfuzius legte dabei großen Wert darauf, die Sittlichkeit, welche die gesellschaftlichen Beziehungen regelt, nicht unabhängig vom konkreten Menschen einzufordern. Wie sich jemand sittlich verhält, ist relativ zu seiner eigenen Person. Die zwischenmenschliche Ordnung folgt damit nicht einem starren Organigramm (XI,22):

„Zi-lu fragte den Meister, ob er das, was er über die Grundsätze des rechten sittlichen Verhaltens gehört habe, auch sofort anwenden solle. Konfuzius antwortete ihm: »Du hast doch Eltern und Brüder. Wie kannst du also sofort danach handeln wollen?«
 Ran Qiu fragte den Meister, ob er das, was er über die Grundsätze des rechten, sittlichen Handelns gehört habe, auch sofort anwenden solle. Ihm aber antwortete Konfuzius: »Führe aus, was du gehört hast.«“

Im selben Lehrstück erklärt Konfuzius hierzu: „Ran Qiu ist ein Mensch, der sich nur zögernd zum Handeln entschließt. Deshalb ermutige ich ihn. Zi-lu ist ein Draufgänger. Deshalb halte ich ihn zurück.“ Die angestrebte Ordnung gibt also nur eine Richtung vor, in die sich jeder Mensch seinen eigenen Kräften gemäß bewegen sollte.

## Der Konfuzianismus

### Begriffsbestimmung

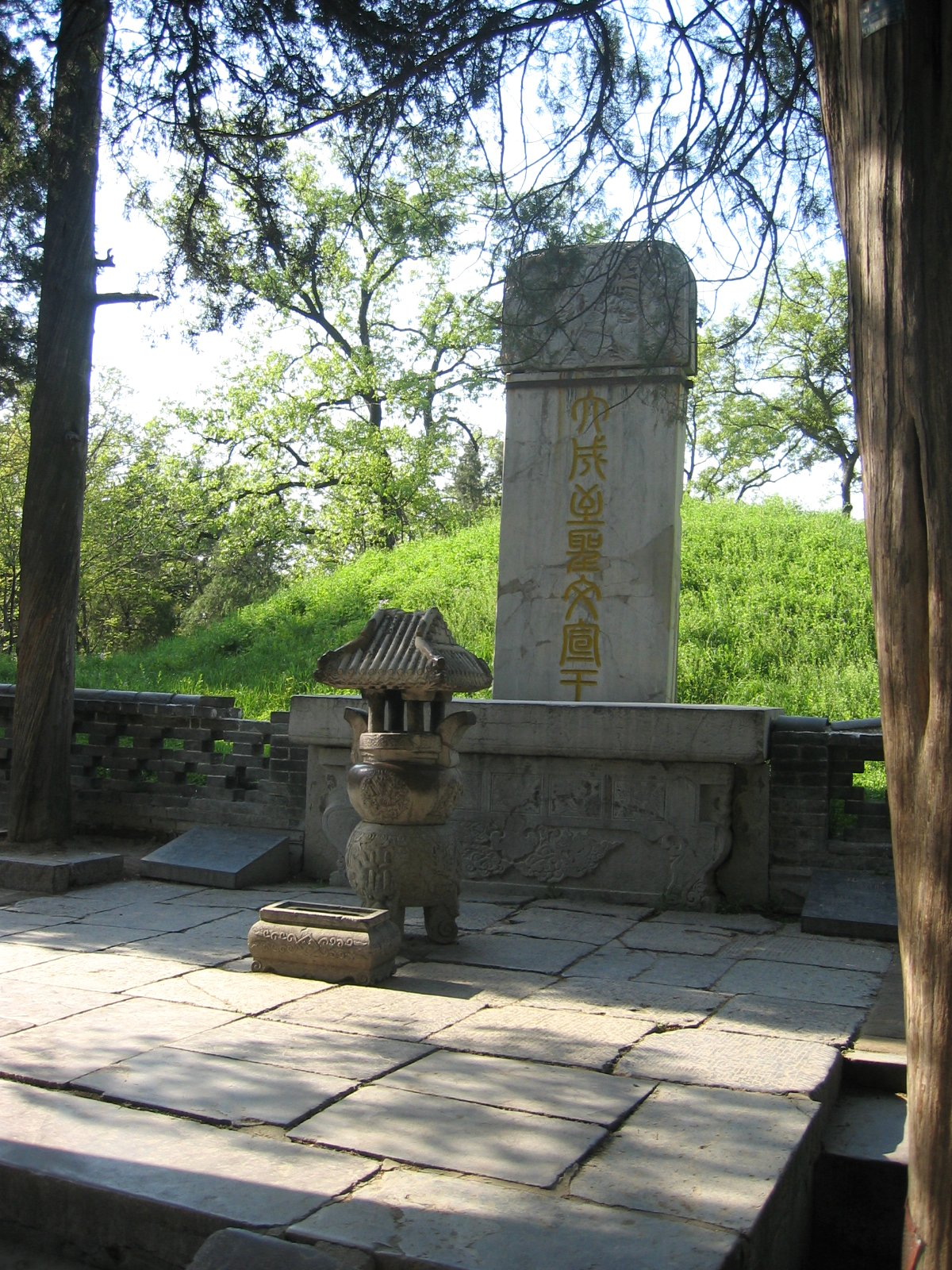
Konfuziusgrab in Qufu

Der Konfuzianismus ist eine der philosophisch-politischen Strömungen Chinas, die sich als Antwort auf eine tief greifende Krise der Gesellschaft herausgebildet haben und an die Lehre Konfuzius’ anschließt. Schon im Lúnyǔ sagt Konfuzius (XVIII,6): „Wäre die Welt in Ordnung, dann brauchte ich mich nicht damit abzugeben, sie zu ändern.“
Der Begriff „Konfuzianismus“ ist allerdings eine westliche Prägung ohne genaues chinesisches Äquivalent. Der nächste chinesische Ausdruck Kǒngjiào (孔教 – „Lehre des Konfuzius“) – gebildet analog zu Fójiào (佛教 – „Lehre des Buddha“ = Buddhismus) und Dàojiào (道教 – „Lehre des Dao“ = Daoismus) – bezieht sich auf den religiösen Kult, der um die Person des Konfuzius betrieben wurde. Der in China gebrauchte Begriff Rújiā (儒家) lässt sich wörtlich als „Schule (家,  jiā) der Gelehrten (儒,  rú)“ verstehen, wobei der Begriff „儒, rú“ aus der Zeit der Frühlings- und Herbstannalen stammt und für die „dienende Gelehrtenschaft der Adelsschicht“ steht, die sich in Dichtung, Literatur, Riten und Musik auskennt und die gesellschaftlich der meist in der Kriegskunst bewanderten Herrscherschicht unterstellt war.

### Politisch-kulturelle Verwendung
Der Schwierigkeit, zu bestimmen, was „Konfuzianismus“ überhaupt sei, steht eine sehr undifferenzierte Alltagsverwendung des Begriffs im Westen gegenüber. Das Etikett „konfuzianisch“ wird hier meist für das ethische System verwandt, welches (umstrittenerweise) dem Verhalten von mit „konfuzianischem“ Hintergrund aufgewachsenen Chinesen (oder Koreanern) zugrunde gelegt wird. Dabei ist zu bedenken, dass die meisten Verwender dieses Begriffes selbst keine Vorstellungen darüber haben, was diesen ‚Konfuzianismus‘ kennzeichnen könnte. Ähnliche Tendenzen sind im Zuge der Öffnung der chinesischen Märkte im Übrigen auch in China beobachtbar, wo Konfuzius seit Anfang der 1990er Jahre wieder hoffähig ist. Hier dienen sie als Erklärungsmodell für das schnelle Wirtschaftswachstum und haben apologetische Funktion für das rasante Anwachsen sozialer Ungleichheit. So wird einseitig darauf hingewiesen, dass Konfuzius doch die Segnungen einer „stabilen politischen Ordnung“ betone, was mit der konfuzianischen „Harmonie“ verknüpft wird, einem Begriff, der besonders in den Jahren nach dem Millennium zum allgegenwärtigen Motto der kommunistischen Partei geworden ist. Dabei wird übergangen, dass Konfuzius ursprünglich die soziale Mobilität am Herzen lag. Gegenüber vererbten Machtstrukturen machte er als Aufstiegschance den Bildungsweg geltend, der einem jeden offenstehe:

„Vor Konfuzius war die Kultur das Geheimnis der Heiligen auf dem Thron. Durch Konfuzius, den „ungekrönten König“, wurde sie einer Schule von Gebildeten anvertraut, die als Berater und Minister von Herrschern und Königen dafür gesorgt haben, dass, wo sie Einfluss hatten, die Macht durch Recht und Sitte geheiligt wurde. … Das Problem des Konfuzius war die naturgemäße Organisation der Menschheit. Für den Aufbau seines Systems wählte er eine Ellipse mit zwei Brennpunkten. Der eine Brennpunkt war für ihn das Innere des Menschen, der andere die menschliche Gesellschaft.“ (Richard Wilhelm)

### Schüler
Die Lehren des Konfuzius wurden von Zeng Zi an Zi Si, den Enkel des Meisters, weitergegeben und nach dessen Tod durch seine Schüler an Menzius.
Die Tradition nennt 77 herausragende Schüler des Konfuzius. Von diesen zeichneten sich Yan Yuan, Min Ziqian, Ran Boniu und Zhong Gong im Bereich der Tugendlehre aus. Ran You und Ji Lu waren bewandert in Regierungsangelegenheiten. Zai Wo und Zi Gong waren gute Redner, während Zi You und Zi Xia für ihre Kenntnis der Literatur bekannt waren.
Besonders erwähnt werden folgende Schüler:
- 顏回 Yan Hui (30 Jahre jünger als Konfuzius)
- 閔損 Min Sun (15 Jahre jünger als Konfuzius)
- 冉雍 Ran Yong (29 Jahre jünger als Konfuzius): kam aus den niedrigsten Bevölkerungsschichten
- 仲由 Zhong You (9 Jahre jünger als Konfuzius): ein derber Mann, der durch Konfuzius gemildert wurde, starb bei einer Revolte im Staat Wei
- 宰予 Zai Yu: war in eine Revolte verwickelt, durch die er das Leben verlor
- 端木賜 Duanmu Ci (31 Jahre jünger als Konfuzius): guter Redner und Debattierer, sehr reich
- 卜商 Bu Shang (45 Jahre jünger als Konfuzius): Lehrer des Herzogs Wen von Wei, nach dessen Tod er so weinte, dass er erblindete
- 澹臺滅明 Dantai Mieming (39 Jahre jünger als Konfuzius): hatte 300 Schüler
- 原憲 Yuan Xian: sehr arm
- 顓孫師 Zhuan Sunshi (48 Jahre jünger als Konfuzius)
- 曾參 Zeng Shen (46 Jahre jünger als Konfuzius): schrieb das Xiaojing
- 樊須 Fan Xu (36 Jahre jünger als Konfuzius)
- 有若 You Ruo (43 Jahre jünger als Konfuzius): ähnelte dem Meister
- 公冶長 Gongye Zhang: Schwiegersohn des Konfuzius
- 南宮括 Nangong Guo: heiratete die Nichte des Konfuzius
- 公皙哀 Gongxi Ai (42 Jahre jünger als Konfuzius)

## Vier Bücher
Die Vier Bücher (四書,  Sì Shū) sind vier kanonische Bücher der konfuzianischen Lehre, die der Neokonfuzianer Zhu Xi im 12. Jahrhundert zusammenstellte.

## Fünf Klassiker

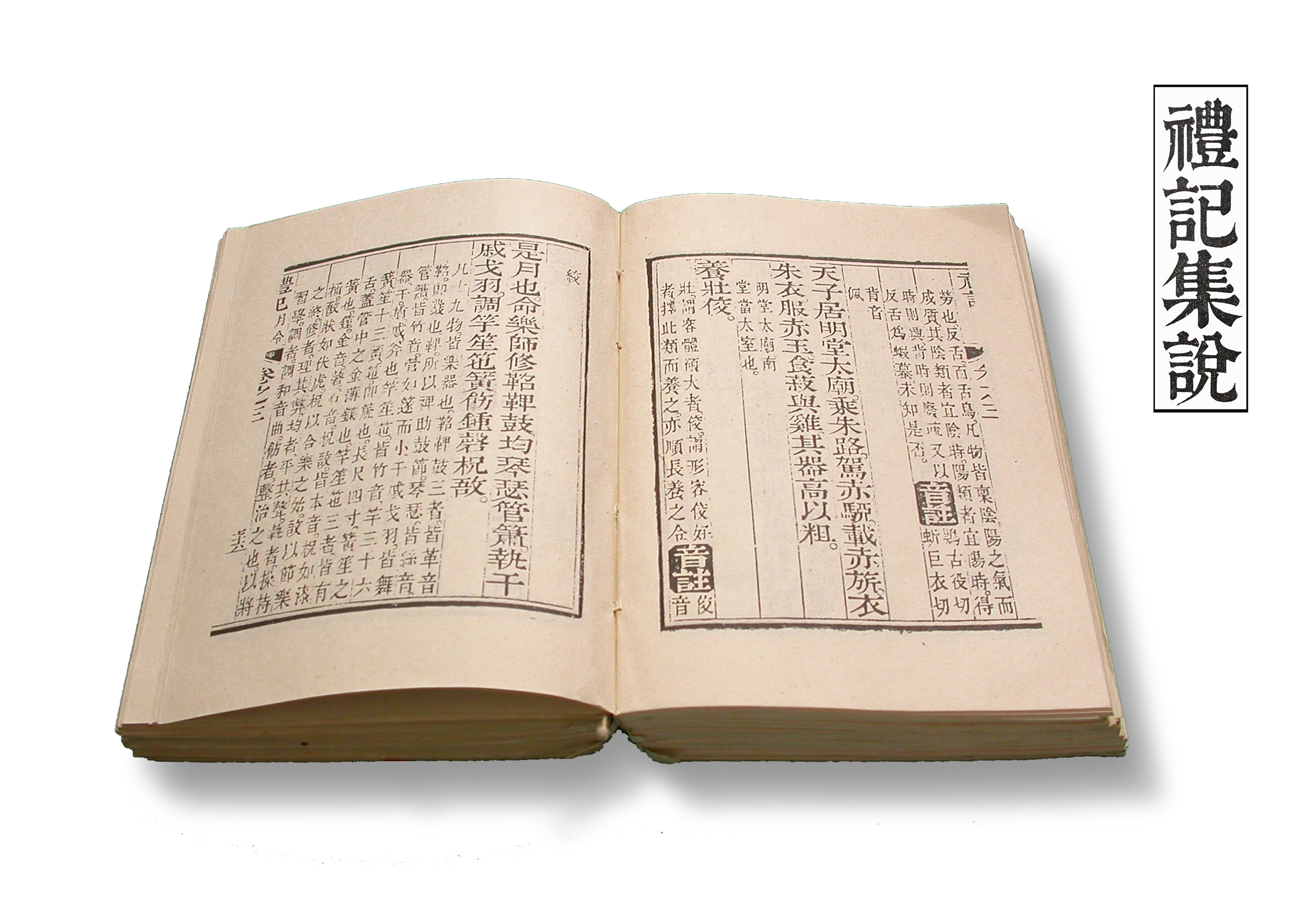
Buch der Riten

Es gibt die so genannten Fünf Klassiker des Konfuzianismus, deren Studium Konfuzius empfiehlt:
- 易經 Yijing (I-Ging), das Buch der Wandlungen (Vierundsechzig Hexagramme, Textbuch des Großwahrsagers)
- 詩經 Shijing, das Buch der Lieder (Eine Sammlung alter Volkslieder)
- 書經 Shujing, das Buch der Urkunden (Sammlung von Gesetzen und Erlassen mit Kommentierung)
- 禮記 Liji, das Buch der Riten (Riten für den Umgang mit den Ahnen, dem König, der Familie)
- 春秋 Chunqiu, die Frühlings- und Herbstannalen (eine Chronik der Ereignisse seines Heimatstaates Lu vom 8. bis zum 5. Jahrhundert v. Chr.)

Die traditionelle Forschung glaubte, dass diese Bücher alle von Konfuzius verfasst oder zumindest von ihm bearbeitet und herausgegeben wurden. Die neuere Forschung stellt dagegen fest: „Es ist ... eine Tatsache, dass Konfuzius weder Autor, Kommentator, sogar nicht einmal Herausgeber einer dieser Klassiker war.“ Konfuzius hat alle diese Bücher vorgefunden und sie für seinen Unterricht verwendet. Dies war die konfuzianische Art, sie zu empfehlen.

## Dreizehn Klassiker
Darüber hinaus gibt es die sogenannten Dreizehn Klassiker der kanonischen Konfuzius-Literatur, zu denen auch das Lúnyǔ gehört, das die Lehrgespräche des Konfuzius enthält. Das Lúnyǔ gehört auch bereits zu den Neun Klassikern, nicht aber zu den Fünf Klassikern.
Der Asteroid (7853) Confucius wurde am 5. Oktober 1998 nach Konfuzius benannt.

## Nachkommen
Noch heute gibt es direkte Nachkommen des Konfuzius, die auch den Nachnamen Kong führen. Von 1055 bis 1935 führten die direkten Nachfahren den Titel des Herzogs Yansheng (衍聖公,  Yǎnshèng Gōng). 1935 wurde der Titel abgeschafft und durch das Amt des „Zeremoniellen Beamten für Konfuzius“ (大成至聖先師奉祀官,  Dàchéng zhìshèng xiānshī fèngsì guān) ersetzt, der bis 2008 in der Republik China dem Rang eines Ministers entsprach, heute aber symbolischer Natur ist. Der heutige Inhaber des Amtes ist Kong Chuizhang. Er ist der direkte Nachfahre des Konfuzius in der 79. Generation und lebt in Taiwan. Damit ist die Hauptlinie der Familie Kong eine der ältesten nachweisbaren Stammlinien weltweit.
Abseits der Hauptlinie gibt es etliche Seitenzweige, die eine Abstammung von Konfuzius im Mannesstamm für sich beanspruchen. Das Confucius Genealogy Compilation Committee schätzte 2008, dass es mindestens drei Millionen lebende Nachkommen gebe. 2013 konnten Forscher der Fudan-Universität die gemeinsame Abstammung einiger Seitenzweige durch einen DNA-Test belegen.

## Dokumentation
- Konfuzius, Großbritannien 2016, Regie: Yan Dong (89 Min.).[35]

## Spielfilme
- 1940: Kǒng Fūzǐ, Regie: Fei Mu
- 2010: Konfuzius, Regie: Hu Mei; Hauptdarsteller: Chow Yun-Fat

## Belege
1. ↑  Confucius sinarum philosophus, sive, Scientia sinensis latine exposita
2. ↑  z. B. bei Richard Wilhelm: Kung-tse. Leben und Werk. Frommann, 1925; Albert Schweitzer: Geschichte des chinesischen Denkens. C. H. Beck, 2002, S. 142.
3. ↑  z. B. bei Adolf Wuttke: Geschichte des Heidenthums in Beziehung auf Religion, Wissen, Kunst, Sittlichkeit und Staatsleben. Josef Max, 1853, S. 6ff.
4. ↑  Vgl. Ernst Schwarz: Konfuzius: Gespräche des Meisters Kung (Lun-Yü), mit der Biographie aus den „Historischen Aufzeichnungen“. München 1985.
5. ↑  Die umstrittenen Daten dieser Darstellung beruhen auf der klassischen chinesischen Überlieferung der Shih Chi (Historische Berichte), Chinas erster dynastischen Geschichte bis zum Jahr 86 v. Chr. Verwendet wurden sie u. a. in den Veröffentlichungen von Heiner Roetz: Konfuzius, München 1995, und von Xuewu Gu: Konfuzius, Hamburg, 1999.
6. ↑  Vgl. zu diesem Abschnitt Feng Youlan (Fung You-Lan): A short history of Chinese philosophy, New York 1966, 30. Auflage, S. 38.
7. ↑  Vgl. Feng Yu-Lan: A short history of Chinese philosophy, New York 1966, S. 31 u. 39.
8. ↑  Vgl. zum Abschnitt: Helwig Schmidt-Glintzer: Geschichte der chinesischen Literatur: von den Anfängen bis zur Gegenwart. München 1999, S. 61f. – Auch Fung Yu-Lan: A short history of Chinese philosophy, New York 1966, S. 43.
9. ↑  Michael Borgolte: Die Welten des Mittelalters. C. H. Beck, München 2022, ISBN 978-3-406-78446-0, S. 360.
10. ↑  Helwig Schmidt-Glintzer: Geschichte der chinesischen Literatur: von den Anfängen bis zur Gegenwart, München 1999, S. 64.
11. ↑  van Ess 2003 S. 78.
12. ↑  Der christliche Sprachgebrauch bezieht »Pietät« eher auf Respekt vor Verstorbenen, hier sind aber die lebenden Eltern gemeint; van Ess 2003 S. 82.
13. ↑  van Ess 2003 S. 80–81.
14. ↑  Konfuzius: Gespräche, übers. v. Ralf Moritz, Reclam, Stuttgart 1998, S. 95.
15. 1 2  Konfuzius: Gespräche, übers. v. Ralf Moritz, Reclam, Stuttgart 1998, S. 93.
16. ↑  (Quelltext: 泰伯第八《論语·泰伯》“子曰:‘泰伯，其可謂至德也已矣!三以天下讓，民無得而稱焉.’)
17. ↑  Dieser Spruch hat Eingang in die deutsche Umgangssprache gefunden und wird häufig dem Konfuzius zugeschrieben. Er entspricht konfuzianischem Geist, ohne dass sich in den überlieferten Schriften eine solche Sentenz finden lässt. Vgl. Der Weg ist das Ziel., im Wörterbuch für Redensarten auf redensarten.de
18. ↑  Dieser Spruch hat Eingang in die deutsche Umgangssprache gefunden und wird häufig dem Konfuzius zugeschrieben. Er entspricht konfuzianischem Geist, ohne dass sich in den überlieferten Schriften eine solche Sentenz finden lässt. Vgl. Der Weg ist das Ziel., im Wörterbuch für Redensarten auf redensarten.de
19. ↑  Konfuzius: Gespräche. Übers. v. Ralf Moritz, Reclam, Stuttgart 1998, S. 39.
20. ↑  Feng Youlan (Fung Yu-Lan): A short history of Chinese philosophy, New York (The Free Press) 1966, 30. Auflage. S. 44.
21. ↑  Konfuzius: Gespräche, übers. v. Ralf Moritz, Reclam, Stuttgart 1998, S. 112.
22. ↑  Konfuzius: Gespräche. Übers. v. Ralf Moritz, Reclam, Stuttgart 1998, S. 105.
23. ↑  Konfuzius: Gespräche. Übers. v. Ralf Moritz, Reclam, Stuttgart 1998, S. 68.
24. ↑  Konfuzius: Gespräche. Übers. v. Ralf Moritz, Reclam, Stuttgart 1998, S. 80.
25. ↑  Konfuzius: Gespräche. Übers. v. Ralf Moritz, Reclam, Stuttgart 1998, S. 36.
26. 1 2  Konfuzius: Gespräche. Übers. v. Ralf Moritz, Reclam, Stuttgart 1998, S. 67.
27. ↑  Konfuzius: Gespräche. Übers. v. Ralf Moritz, Reclam, Stuttgart 1998, S. 121.
28. ↑   Feng Youlan (Fung You-Lan): A short history of Chinese philosophy, New York 1966, 30. Auflage, S. 39.
29. ↑  Vgl. z. B. Wolfgang Bauer: Geschichte der chinesischen Philosophie, München 2001, S. 45. Auch schon Richard Wilhelm: Chinesische Philosophie, Wiesbaden 2007, S. 34.
30. ↑  Christopher S. Agnew: The Descendants of Confucius in Late Imperial China, 2019, University of Washington Press, S. 16 ff. (englisch)
31. ↑  ibid. S. 162 ff.
32. ↑  Austin Ramzy: Q. and A.: Kung Tsui-chang on Life as the Heir to Confucius. In: Sinosphere – Dipatches from China. The New York Times, abgerufen am 18. Dezember 2023 (amerikanisches Englisch).
33. ↑  Cindy Franke: Konfuzius und seine drei Millionen Erben. In: Spektrum.de. Abgerufen am 18. Dezember 2023.
34. ↑  Stephen Chen: Study finds single bloodline among self-claimed Confucius descendants. In: scmp.com. South China Morning Post, abgerufen am 18. Dezember 2023 (englisch).
35. ↑  Sendungsseite auf arte.tv. (Memento vom 24. Mai 2018 im Internet Archive) In: arte.tv, Arte, abgerufen am 4. Oktober 2019

| Personendaten    | Personendaten |
| ---------------- | --- |
| NAME             | Konfuzius |
| ALTERNATIVNAMEN  | Jūnzĭ (Spitzname, Pinyin); 君子 (Spitzname, chinesisch, Lang- und Kurzzeichen); Kǒng Fūzǐ (Pinyin); K'ung-fu-tzu (Wade-Giles); 孔夫子 (chinesisch, Lang- und Kurzzeichen); Kǒng Zǐ (Pinyin); K’ung-tzǔ (Wade-Giles); 孔子 (chinesisch, Lang- und Kurzzeichen); Kǒng, Qiū (wirklicher Name, Pinyin); K’ung, Ch’iu (wirklicher Name, Wade-Giles); 孔丘 (wirklicher Name, chinesisch, Lang- und Kurzzeichen) |
| KURZBESCHREIBUNG | chinesischer Philosoph und Religionsstifter |
| GEBURTSDATUM     | unsicher: 551 v. Chr. |
| GEBURTSORT       | Qufu im chinesischen Staat Lu (in der heutigen Provinz Shandong) |
| STERBEDATUM      | unsicher: 479 v. Chr. |